# Free as a Bird
«Free as a Bird» (с англ. — «Свободен, как птица») — песня британской рок-группы «The Beatles», написанная Джоном Ленноном в 1977 году уже после распада The Beatles. Песня вышла 4 декабря 1995 года. «Free as a Bird» впервые появилась в серии телевизионных документальных фильмов «Антология Beatles» и была выпущена как сингл в декабре 1995 года, с «Real Love», последовавшей в марте 1996 года. Эти песни были также включены в три собрания компакт-дисков «Антологии», выпущенных в 1995 и 1996 годах, каждый из которых состоял из двух компакт-дисков никогда перед этим не выпускавшихся материалов the Beatles. Вместе с несколькими другими песнями, демо-плёнка этой записи была передана вдовой Леннона, Йоко Оно, Полу Маккартни в 1994 году (19 января, когда Леннона посмертно включили в Зал славы рок-н-ролла). Трое живых на тот момент участников The Beatles доработали запись, наложив инструменты и голоса поверх демозаписи. Через год вышел ещё один сборник на двух дисках, представивший вторую новую композицию, «Real Love», также воспроизведённую из архивов Леннона. Обязанности продюсера записи исполнил Джефф Линн.
На песню «Free As A Bird» был снят один из лучших клипов за всю историю музыкального видео. Клип снял режиссёр Джон Питка. В клипе содержится огромное количество ссылок на творчество The Beatles, в частности, на песни группы: «Strawberry Fields Forever», «Penny Lane», «Paperback Writer», «A Day in the Life», «Eleanor Rigby», «Helter Skelter» и другие. «Free as a Bird» была удостоена премии «Грэмми» в 1997 году в номинации «Лучшее вокальное поп-исполнение дуэтом или группой». «Free as a Bird» стал первым синглом группы, который вошёл в хит-парад «Top-40» в 1990-е годы (вторая песня — «Real Love» в 1996 году). 16 декабря 1995 года сингл «Free As A Bird»/«Christmas Time (Is Here Again)» занял 2-е место в хит-параде Англии и 6-е в США.

## Оригинал

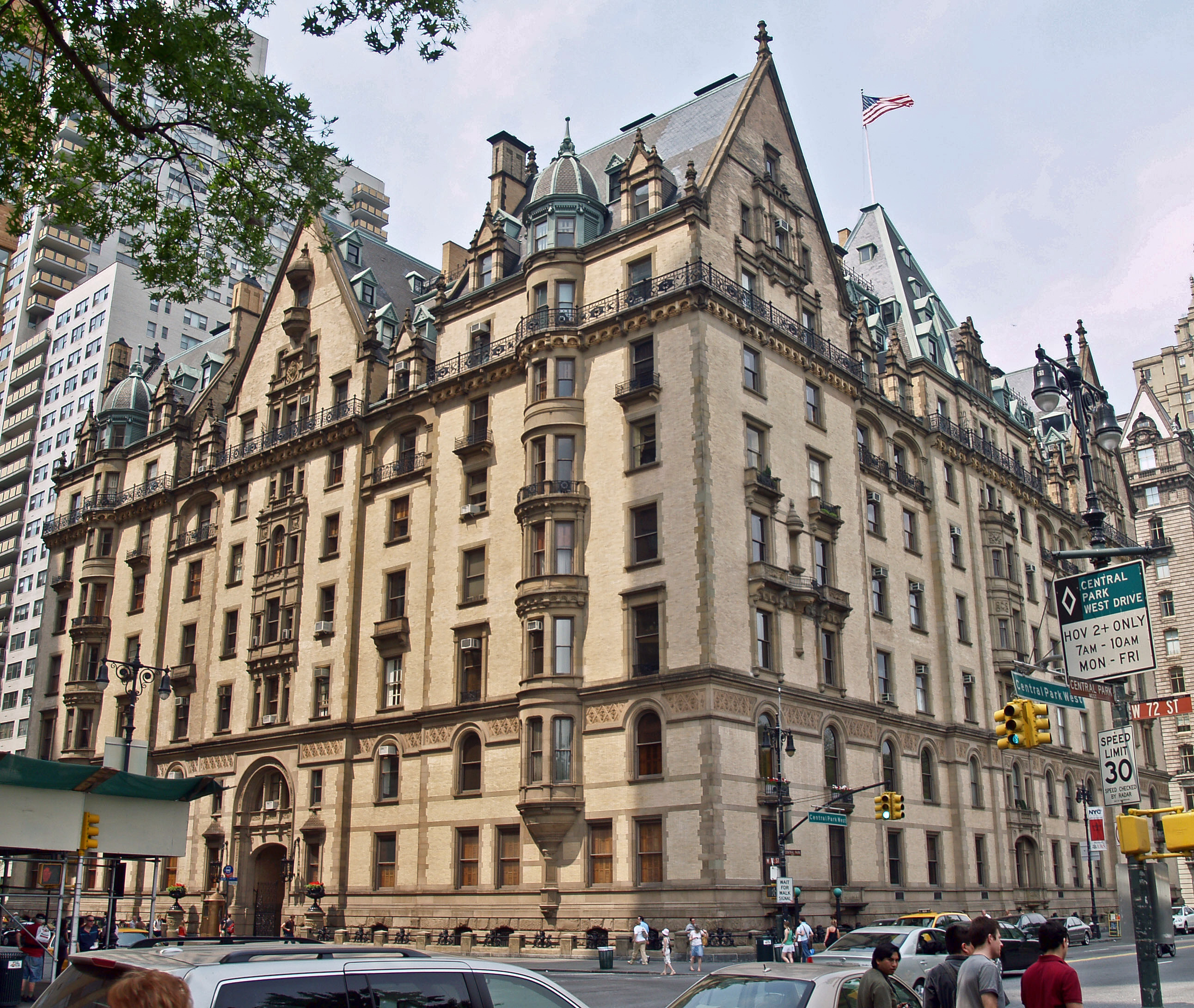
Здание Дакоты — дом Джона Леннона в Нью-Йорке; именно здесь музыкант записал демо-версию песни на кассету

Леннон записал «Free as a Bird» в 1977 году в Нью-Йорке. Запись была сделана на кассету, из-за чего качество плёнки в значительной степени ухудшено. Джон Леннон начинает песню со слов «Free — as a bird» (свободен — как птица). В голосе певца явственно ощущается подражание нью-йоркскому акценту. В оригинале Леннон исполнял песню на фортепьяно. На кассете были записаны три других песни: «Grow Old With Me», «Real Love» и «Now and Then». Первоначально песня предназначалась для нереализованного проекта — мюзикла под названием «The Ballad Of John And Yoko». Йоко Оно рассказывает: «Была предварительная договорённость, и я просто использовала эту возможность, чтобы передать записи лично Полу. Я не разваливала the Beatles, но я была с ними рядом в то время. Теперь у меня была возможность собрать их снова вместе, и я не хотела мешать этому. Эта возможность была дана мне судьбой». Ринго Старр после первого прослушивания песни назвал запись особенно эмоциональной. Маккартни вспоминает:
Йоко сказала: «У меня есть парочка записей, которые я могу дать тебе послушать. Они должны тебя заинтересовать». Я никогда не слышал этих записей раньше, но она объяснила, что поклонникам Леннона они хорошо известны, так как выходили на бутлегах. Я сказал Йоко: «Не ставь нам слишком много условий, это действительно очень тяжело — в моральном отношении. Кто его знает, может, мы возненавидим друг друга уже после двух часов совместной работы в студии и просто разойдемся. Не надо никаких условий, ведь это очень тяжело. Если у нас получится что-то не то, ты можешь не дать этому хода.Пол Маккартни
Когда Пол, Джордж и Ринго приступили к совместной работе, они говорили всем посвящённым, что работают над «сюрпризом». О том, что это за сюрприз, выяснилось в начале марта, когда «The New York Times» сообщила, что трио «добавляет новые вокальные и инструментальные партии» к неизданной плёнке, записанной Джоном Ленноном в конце 70-х. Когда в 1994 году Маккартни, Старр и Харрисон составляли антологию «The Beatles», вдова Джона Йоко Оно передала им плёнки с незаконченными версиями трёх песен, две из которых — «Free As A Bird» и «Real Love» — музыканты доработали. От третьей же пришлось отказаться, поскольку коллеги покойного Леннона не решились дописывать строфы куплета, дабы не интерпретировать превратно мысль Джона. По другим сведениям, причиной отказа были сильные шумы на записи

## Запись
Обязанности продюсера исполнил Джефф Линн, приглашённый Джорджем Харрисоном после их совместной работы в составе группы «The Traveling Wilburys». Джордж Мартин, который продюсировал почти все пластинки группы, не участвовал в работе над альбомом из-за своих проблем со слухом. Маккартни рассказывает: «Джордж Мартин не принимал участия. Сначала я хотел, чтобы он работал с нами. Я думал, что ему будет немного обидно, если мы его не пригласим. Но Джордж сейчас редко занимается продюсированием, потому что слышит он не так хорошо, как прежде. Он очень ответственный человек, и он сказал: „Я люблю делать достойную работу“. Если он чувствует, что он не сможет сделать эту работу достаточно хорошо, он не будет делать её. Это очень благородно — многие люди на его месте воспользовались бы возможностью ещё заработать». Линн вспоминает:

Всё было очень непросто — это была одна из самых трудных задач, с которыми мне приходилось справляться. Причиной тому было качество исходного материала. Звучание этой записи было очень примитивным. На «Free As A Bird», однако, не было и четверти того количества шумов, которое было на «Real Love». Но эквалайзер мог стать решением почти всех проблем. Я провел около недели, подчищая эти записи на компьютере. Потребовалось также много труда, чтобы привести запись к единому ритму и скорости, чтобы другие могли играть вместе с ней.— Джефф Линн
Пол и Ринго начали свою работу в принадлежащей Полу студии «The Mill» в Сассексе. Первоначальная сессия, которая планировалась на 11 января, была отменена, так как Ринго неожиданно уехал кататься на лыжах. Студия была оборудована в переделанном здании мельницы, стоящем на холме. Местность вокруг исключительно сельская. В студии находилось множество ненужных вещей, среди которых весьма древняя карта Ливерпуля, а также старый контрабас, на котором играл Билл Блэк из группы Элвиса Пресли — проходя мимо, Пол пощипывал струны на счастье. Как только Джефф Линн принёс обработанные записи Леннона, было решено, что можно приступать к наложениям. Все были единодушны в том, что следует по возможности использовать аналоговое оборудование и прежние способы записи. Битлы работали над несколькими песнями, прежде чем сосредоточились на «Free as a Bird». Маккартни рассказывает, что между ним и Харрисоном возникли некоторые трения, когда понадобилось дописать несколько новых строчек к песне. Но эти разногласия были быстро разрешены.
В интервью 2003 года Ринго Старр рассказывал, что во время работы в студии музыканты пытались представить, словно Леннона нет вместе с ними, потому что тот «ушёл на обед» или отлучился, решив выпить «чашечку чая». Во время записи были изменены некоторые аккорды и аранжировка, а также были включены проигрыши гитар Маккартни и Харрисона, чтобы исполнить недостающие строки песни. Харрисон исполнил гитарную партию на слайд-гитаре, а также сыграл на гавайской гитаре в конце песни. Джордж часто играл на этом инструменте, однако об интересе музыканта к гавайской гитаре стало известно лишь во время работы над песней «Free as a Bird». Пол Маккартни сочинил недостающие строки и записал их в своём исполнении, оставив в припеве голос автора. Ринго Старр обеспечил партию ударных, а гитару музыканты взяли из архивных записей Джорджа Харрисона Песня заканчивается кодой, ранее использованной в незаконченной версии песни «This Boy» и вокалом Леннона, прокрученным в обратном направлении. По словам Пола Маккартни, включение реплики Джона в конце песни — «Сделано Джоном Ленноном» (англ. Made by John Lennon) было незапланированным. Музыканты случайно услышали её во время прослушивания окончательного варианта песни. «Free as a Bird» — единственная запись, в которой и Леннон, и Маккартни и Харрисон исполняют лид-вокал за исключением песни-обращения к поклонникам — «Christmas Time (Is Here Again)» (русск. Рождество снова здесь), в которой каждый из четырёх участников группы исполняет свою вокальную партию. Пол, Джордж и Ринго признавались репортёрам, что работа над песней оказалась для них более радостной и приятной, чем работа над песней «Real Love». По словам музыкантов, тот факт, что при жизни Леннон практически сам закончил песню, позволяло им чувствовать себя оркестрантом Леннона. Джефф Линн был уверен, что запись ничем не будет отличаться от классических песен the Beatles. Харрисон добавлял: «Песня будет звучать в их духе („the Beatles“), если это — они… Похоже, теперь это и есть они, но уже не в прошлом, а в настоящем». Маккартни вспоминает:
«Мы согласились с тем положением, что он предоставил нам свободу, потому что это означало, что мы не относимся к Джону как к святому или мученику — это ведь был Битл, Джон, тот чокнутый парень, которого мы помнили. Так, мы могли смеяться и говорить, как это на него похоже — он совершенно не держит ритм! Чёрт возьми, он никогда не держит ритм, этот Леннон. Он бы сам отпускал те же шуточки, если бы это была моя кассета».Пол Маккартни

## Структура
Песня состоит из двух частей, основная тональность — ля мажор. Размер такта — 4/4. Первая часть относительно строго выдержана в рамках основной тональности, однако последовательность аккордов нестандартна — I-vi-iv-V7. Во второй части наблюдается модуляция в тональность четвёртой ступени (в данном случае — ре минор, а не ре мажор). Песня содержит следующую структуру:
Вступление — аккорды припева 

Куплет — Леннон (A F#m F E / A F#m Dm E / A F#m Dm G / C Am Esus E) 

Куплет — Леннон 

Бридж — Маккартни (F F#° G A / F F#° G Esus E) 

Куплет — Леннон 

Куплет — Леннон (A F#m F E / A F#m Dm E / A F#m Dm G / C Am Ab+ G) 

Бридж — Харрисон (F F#° G Esus E) — (half-length) 

Куплет — Гитарное соло — (C Am Ab G / C Am Fm G / C Am Fm G) 

Куплет — Леннон

Завершение — (A F#m Dm G)

## Музыкальное видео

Сюжет песни «День из жизни»: случайные прохожие толпятся вблизи места автоаварии, среди них Джон Леннон (кадр из видеоклипа)

В 1995 году был снят видеоклип на песню «Free as a Bird». Клип снят режиссёром Джо Питка (Космический джем) и содержит большое количество ссылок на творчество «The Beatles», в частности, на знаменитые песни группы, среди которых «Strawberry Fields Forever», «Penny Lane», «Dr. Robert», «A Day in the Life», «Eleanor Rigby», «She's Leaving Home», «Lucy in the Sky with Diamonds», «Hey Bulldog», «Help», «I Me Mine» и «Ob-La-Di, Ob-La-Da». Продюсер клипа — Винцент Джульет.
В клипе фигурируют известные люди Британии, некоторые из которых имели отношение к The Beatles. Среди них: Кристен Килер, Мэнди Рэйс-Дэвис, Брайан Эпстайн, Рави Шанкар, Джеймс Дин и Стюарт Сатклифф. Несмотря на то, что в начале клипа слышен звук взмаха крыльев птицы, в клипе она ни разу не появляется. Нил Аспиналл (в те годы руководитель «Apple Records») объяснил это тем, что музыканты не смогли прийти к единому мнению о том, какую птицу выбрать. Питка должен был согласовать идею с Полом, Джорджем, Ринго и Йоко прежде, чем продолжить съёмки клипа. Дерек Тейлор (экс-руководитель студии «Apple Records») отослал Джо письмо с подтверждением, чтобы тот продолжал съёмки. В клипе показаны различные места Ливерпуля: Royal Liver Building, река Мерси, порт (как ссылка на отца Джона, Альфреда Леннона) и переулок Пенни Лейн, воссозданный художественным отделом Джо Питки. Задача, поставленная перед художниками, не оказалась неразрешимой, поскольку детство Джо прошло в 1950-е годы и ему не составило труда воссоздать в памяти атмосферу тех лет.
Питка был вдохновлён идеей раскадровки видеоклипа с применением технологии стедикам. Одной из первых сцен, отснятых Джо, была сцена автокатастрофы, над которой режиссёр с огромным трудом работал в течение долгих часов, но понял, что стедикам на основании был бы лучшей идеей. В некоторых эпизодах был использован архивный футаж, которая использовала технологию совмещения кадров в одну композицию (технология хромакей) с использованием цветовой рир-проекции для того, чтобы получить законченный фильм. Примером использования технологии хромакей служат: старый бобтейл Пола Маккартни на кладбище (ссылка на песню «Eleanor Rigby») и фигура слона в сцене пышной процессии (ссылка на песню «Sgt. Pepper’s Lonely Hearts Club Band»). Интересно, что фигура слона была вставлена в видеоклип уже в последний момент после звонка Нейла Аспинола, сообщившего Джо о том, что Ринго понравился эпизод и тот предлагает включить в сцену слона. Джо учёл пожелание Ринго и Джорджа, также посоветовавшего Джо включить в клип ситар. Кроме стедикама, Питка использовал подъёмный кран российского производства для съёмок пешеходного перехода у студии «Эбби Роуд». В данном случае подъёмный кран действовал как игрушечный вертолёт дистанционного управления с установленной внутри него камерой, которая могла делать аэрофотоснимки.
Клип заканчивается выступлением на сцене музыканта, играющего на банджо. Как утверждают создатели, прототипом музыканта, показанного в клипе, является известный английский певец и комик 1940-х годов Джордж Формби-младший. Фраза «Сыграем снова» (англ. Turned out nice again), следующая за репликой Джона Леннона в конце песни, является крылатой фразой Формби. Первоначально роль музыканта хотел сыграть Джордж Харрисон, однако Джо Питка не пошёл навстречу музыканту, объяснив своё решение тем, что считает неправильным появляться на экране кому-то из ныне живущих участников «The Beatles». Позднее Джо Питка признавался, что в случае его согласия на участие Джорджа в съёмках этот эпизод оказался бы более чем «душераздирающим», особенно после смерти Харрисона в 2001 году. В 1997 году видеоклип получил премию «Грэмми» в номинации «Лучшее короткое музыкальное видео».

## Критика и чарты
Премьерный выпуск песни «Free as a Bird» состоялся на британской радиостанции «BBC Radio 1» 20 ноября 1995 года. В американском хит-параде «Billboard Hot 100» песня заняла 6-е место. Песня была выпущена синглом в Великобритании 4 декабря 1995, спустя две недели после выпуска альбома «Anthology 1». В первую неделю было продано 120 000 копий записи. Песня заняла 2-е место в британском хит-параде — «UK Singles Chart», уступив лидерство синглу Майкла Джексона — «Earth Song». «Free as a Bird» оставалась в хит-парадах в течение 8 недель.
Выпуск песни «Free as a Bird» сопровождался неоднозначными рецензиями даже в самых скептически настроенных музыкальных изданиях мира. Сингл был раскритикован автором британской газеты «The Guardian», назвавшим выпуск «Free as a Bird» «трюком гласности», который эксплуатирует марку «the Beatles». Ежедневная британская газета «The Independent» назвала песню «неутешительно сдержанной». Авторы газеты писали: «Гитара Джорджа плачет мягко, но в целом эффект создаёт атмосферу панихиды». Крис Картер, владелец радио-программы «Завтрак с Beatles» поясняет: «Для меня представляет огромную ценность любая песня, исполненная Джоном, Полом, Джорджем и Ринго вне зависимости от того, как и когда она была записана». В 1997 году «Free as a Bird» была удостоена премии «Грэмми» в номинации «За лучшее вокальное рок исполнение с группой». «Free as a Bird» — одна из первых песен, выпущенная с пометкой «the Beatles» после сингла «The Long and Winding Road», релиз которой состоялся в 1970 США с аналогичным указанием. «Free as a Bird» впервые появился, как часть серий («Антология Beatles») телевизионных документальных фильмов. В Великобритании на телевизионной сети — «ITV», в США — на «ABC».

## Состав музыкантов
- Джон Леннон — вокал, фортепиано
- Пол Маккартни — основной бэк-вокал, бас-гитара, акустическая гитара, фортепиано, синтезатор
- Джордж Харрисон — основной и бэк-вокал, акустическая гитара, слайд-гитара и гавайская гитара
- Ринго Старр — ударные

## Список композиций
Все песни написаны Джоном Ленноном, Полом Маккартни, Джорджем Харрисоном и Ричардом Старки за исключением примечаний.
- 7" Великобритания: R6422 / США: NR-58497

1. «Free as a Bird» — 2:42
2. «Christmas Time (Is Here Again)» — 3:02
  - Записан 28 ноября 1967 на студии Эбби Роуд; Рождественское поздравление записано 6 декабря 1966 на студии «Эбби Роуд», Лондон

- CD Великобритания: CDR6422 / США: CDP 58497

1. «Free as a Bird» — 4:26
2. «I Saw Her Standing There» (Take 9) (Леннон/Маккартни) — 2:51
  - Записан 11 февраля 1963 на студии «Эбби Роуд», Лондон
  - Продюсер — Джордж Мартин
3. «This Boy» (Takes 12 and 13) (Леннон/Маккартни) — 3:17
  - Записан 17 октября 1963 на студии «Эбби Роуд», Лондон
  - Продюсер — Джордж Мартин
4. «Christmas Time (Is Here Again)» — 3:02